# Rudolf Bakker
Rudolf Bakker (Sint Anna ter Muiden, 19 december 1929 – Avignon, 18 augustus 2017) was een Nederlandse journalist en schrijver.
Hij was buitenland-correspondent in Rome, Bonn, Londen en Parijs voor onder meer (voorlopers van) de GPD-bladen, Haagsche Courant en HP/De Tijd.
Bakker woonde sinds 1976 in Parijs en sinds 1993 in Saint-Rémy-de-Provence. Hij is vooral bekend door zijn vaak onconventionele reisgidsen over Frankrijk, dan wel boeken die anderszins met dat land te maken hebben. Bakker publiceerde echter ook autobiografisch werk: in 1998 verschenen in de reeks Privé-domein zijn memoires onder de titel Hoe komt het dat ik nog leef.
Rudolf Bakker werd gedecoreerd als ridder in de Orde van Oranje-Nassau.

## Werken
- Gallische brieven (1991)
- Hoe komt het dat ik nog leef (1998)
- Provence en Côte d'Azur, benevens de Alpes-Maritimes en de Alpes-de-Haute-Provence (1999)
- Altijd weer Frankrijk en andere Gallische hartenkreten (1999)
- Het treintje van de weemoed (2001)
- Provence & Côte d'Azur, benevens de Alpes-Maritimes en de Alpes-de-Haute-Provence (2005, hernieuwde editie)
- Gewoon doorlopen, er is niets te zien (2006)